# Mr. Jones
Mr. Jones és una pel·lícula estatunidenca dirigida per Mike Figgis, estrenada l'any 1993. Ha estat doblada al català.

## Argument
Generós, adorable, encantador, Mr. Jones és un home excepcional. No obstant això pateix una malaltia psíquica que els metges anomenen psicosi maniaco-depressiva que el porta de vegades a actes irreflexius, posant en perill la seva pròpia seguretat i la dels altres. Després d'un excés d'entusiasme per Beethoven, es troba a l'hospital psiquiàtric on la doctora Elizabeth Bowen se'l queda a càrrec seu. És el començament de la cura i d'una bonica història d'amor.

## Repartiment
- Richard Gere: Mr. Jones
- Lena Olin: la doctora Elizabeth Bowen
- Anne Bancroft: la doctora Catherine Holland
- Tom Irwin: el doctor Patrick Shaye
- Delroy Lindo: Howard
- Bruce Altman: David
- Lauren Tom: Amanda Chang
- Thomas Kopache: Mr. Wilson
- Lucinda Jenney: Christine
- Kelli Williams: Kelli
- Taylor Negron: Jeffrey